# Dzień świąteczny (film)
Dzień świąteczny (fr. Jour de fête) – francuska komedia filmowa z 1949 roku w reżyserii Jacques’a Tatiego. Film jest poświęcony nieudolnemu listonoszowi pracującemu w zacofanej francuskiej wiosce, który dostaje zadanie dostosowania swoich metod pracy do amerykańskiego, postępowego wzorca.
Debiut pełnometrażowy Tatiego kręcono w autentycznych sceneriach wioski Sainte-Sévère-sur-Indre, gdzie większość ról zagrali sami mieszkańcy miejscowości. Film pierwotnie miał powstać w wersji kolorowej przy użyciu kamery Thomsoncolor, jednak powstały materiał został odrzucony i zastąpiony zdjęciami w czerni i bieli. Dopiero po latach w kinach pojawiła się wersja podkolorowana z inną ścieżką dźwiękową, dodatkowymi scenami oraz postacią artysty-malarza.
Dzień świąteczny Tatiego stanowił wprawkę reżysera w operowaniu scenami zbiorowymi, gagami wzorowanymi na Charliem Chaplinie oraz Haroldzie Lloydzie oraz przesadnej gestykulacji postaci. Pomimo że film został nagrodzony na festiwalu w Wenecji, Tati nie chciał wracać do kreowanej przez siebie postaci listonosza; w kolejnym jego filmie Wakacje pana Hulot (1953) przeobraził się w nowe, tytułowe alter ego.

## Obsada
- Jacques Tati – François
- Paul Frankeur – Marcel
- Guy Decomble – Roger